# Newman’s Green
Newman’s Green – osada w Anglii, w hrabstwie Suffolk, w dystrykcie Babergh. Leży 28 km na zachód od miasta Ipswich i 87 km na północny wschód od Londynu.